# Terminate Damnation
Terminate Damnation è l'album di debutto della progressive metal band Becoming the Archetype. Il nome dell'album è stato preso dal titolo della canzone Terminate Damnation dei Mortification, contenuto nell'album Scrolls of the Megilloth.
La copertina del disco è stata disegnata da Dan Seagrave, famoso realizzatore di cover per dischi metal.

## Tracce
1. "March of the Dead" – 1:42
2. "Into Oblivion" – 6:01
3. "One Man Parade" – 4:51
4. "Elegy: Deception/Lament/Triumph" – 11:14 (insieme a Ryan Clark dei Demon Hunter)
5. "Night's Sorrow" – 3:51
6. "The Epigone" – 5:00
7. "Beyond Adaptation" – 2:34
8. "No Fall Too Far" – 5:46
9. "Ex Nihilo" – 5:08
10. "Denouement" – 1:44
11. "The Trivial Paroxysm" – 6:37

## Formazione
- Jason Wisdom - Chitarrista, Bassista
- Seth Hecox - Chitarrista, Tastierista
- Brent "Duck" Duckett - Batterista
- Jon Star - Chitarrista